# Сулима-Бичихина Тетяна Степанівна
Тетя́на Сули́ма, у шлюбі Бичихина (близько 1863, Новопавлівка, Павлоградського повіту, нині Межівського району Дніпропетровської області — після 1931) — українська письменниця, драматургиня, активістка Січеславської «Просвіти».

## Життєпис
Її матір'ю була Марія Сулима, в 1908 — вчителька Катеринославського залізничного училища. Начальниця Куп'янської жіночої гімназії на Харківщині запитувала 11 вересня 1908 катеринославського губернатора щодо політичної благонадійності Марії Сулими, «проживающей в г. Екатеринославе у своего зятя — уездного члена суда Сергея Сергеевича Бычихина». Віцегубернатор відповів, що про Сулиму «неблагоприятных в политическом отношении сведений не имеется». (ДАДО, ф.11 СЧ, оп.1, од. зб. 995, арк. 226).
Спершу писала російською мовою, пізніше (під впливом Я. Щоголева) українською.
Приватними уроками у Тетяни Сулими на початку 1900-х заробляв Юрій Тищенко — майбутній письменник Юрій Сірий (1880—1953).

### Публікації творів
Як письменниця Тетяна Сулима-Бичихина відома передусім комедією в чотирьох діях «Дячиха», яка дістала позитивні відгуки М. Старицького та Д. Мордовцева, але пролежала без руху цілих 20 років. Не могли потрапити до друку й інші її твори. Друкуватися Сулима-Бичихина почала тільки після революції 1905. У редагованому Оленою Пчілкою журналі «Рідний край» опублікувала «побитовий жарт» «На менинах» (1909), у просвітянському катеринославському журналі «Дніпрові хвилі» — одноактівку «Хавромантій» (1911).
У 1911 вийшла друком збірочка прози Сулими-Бичихиної «Народні оповідання». І в драматичних, і в прозових творах письменниця змальовує добре знайомий їй побут «закутнього» села з його темрявою і забобонами, засиллям глитаїв та сільського начальства. Мова її творів пересипана народними приказками, прислів'ями, має локальний південноукраїнський колорит.

### Театральна постановка комедії «Дячиха»

Тетяна Сулима-Бичихина (в центрі) у комедії «Дячиха».

Написана у 1888 комедія «Дячиха» вперше була показана на сцені 28 лютого 1907 у Катеринославі трупою О. Суслова. Місцева преса високо оцінила і саму комедію, і спектакль. На жаль, імена зайнятих у спектаклі акторів лишилися невідомими. Газета «Южная заря» підкреслювала, що комедія «написана чудовою українською мовою і вся переповнена правдивими малюнками селянського життя».
Можливо, трупа О. Суслова показувала п'єсу ще кілька разів як у Катеринославі, так і в інших місцях, але даних про це не збереглось. «Дячиха» вперше видана окремою книжкою 1908 в Києві, вдруге — теж у Києві 1919. На перше видання «Дячихи» відгукнувся схвальною рецензією журнал «Літературно-науковий вістник» (1908. — Т. 42. — Кн. IV. — С. 599—600 другої нумерації).
Катеринославський часопис «Дніпрові хвилі» повідомив, що на відзнаку 25-річчя від початку літературної діяльності Тетяни Сулими-Бичихиної гурток аматорів підготував постановку «Дячихи». Керівницею гуртка і виконавицею головної ролі була сама письменниця. У відгуку на виставу читаємо:

«Тетяна Сулима-Бичихіна виконанням ролі Дячихи не тільки домалювала свою героїню, але примусила її жити вдруге, від художньої гри ювілянтки віяло справжнім дійсним життям з усім його лихом та жорстокістю, — увесь час протягом чотирьох дій Дячиха — Сулима-Бичихіна — держала глядача серед злиденного, брудного та гіркого до сліз життя родини дяків».

 — («Дніпрові хвилі». — 1913. — № 8. — С. 129).
П'єсу ще не раз ставили аматорські колективи на Катеринославщині, причому вистави з участю авторки завжди мали особливий успіх у Кам'янському, Олександрівську тощо).
Побувала «Дячиха» і на сцені єдиного на той час стаціонарного українського театру Миколи Садовського в Києві. П'єсу обрала на свій бенефіс з нагоди 25-річчя акторської діяльності провідна акторка театру Ганна Борисоглібська. Керівництво театру запросило Тетяну Сулиму-Бичихину до Києва для нагляду за підготовкою спектаклю. Спектакль відбувся в день ювілею Ганни Борисоглібської — 15 січня 1914. Можливо, «Дячиха» була показана не повністю, бо того ж вечора у бенефіс Борисоглібської була зіграна ще одна п'єса — «Серденьку золотому від серденька щирого» Любові Яновської.
Не можна погодитися з незаслужено низькою оцінкою спектаклю за участю Г. Борисоглібської, а надто комедії «Дячиха», в загалом цінній книжці В. Василька «Микола Садовський та його театр» (К.: Вид-во образо-творч. мистецтва і муз. літератури УРСР. — 1962. — С. 85). Видно, що автор книжки не знайомився або геть забув текст п'єси. Так, він без жодних на те підстав відносить комедію Сулими-Бичихиної до наслідувань популярної серед невибагливої публіки п'єси драмороба С. Зіневича «Пан Штукаревич, або Оказія, якої не бувало» (С. 62). Тим часом п'єса С.Зіневича вийшла друком у 1900 — через 12 років після написання «Дячихи» — і своїм змістом, — напівфарс про ніби померлого, а потім воскреслого жениха дяківни, що спричинилося до великої колотнечі в її родині, — не має нічого спільного з твором Сулими-Бичихиної.

### Участь в діяльності Катеринославської «Просвіти»
Тетяна Сулима-Бичихина обрана до складу ради Катеринославської «Просвіти» на загальних зборах товариства 26 вересня 1911. Багата колекція рушників Сулими-Бичихиної була використана на концерті-балі Катеринославської «Просвіти» 21 листопада 1911 в залі Англійського клубу. Усі двері, вікна, електричні люстри були прибрані рушниками з цієї колекції. 
Восени 1913 вона написала нову п'єсу: «По-новому (малюнки з життя сучасного села)». Бажаючи виставити цей твір, звернулася до «главнаго управленія по делам печати» за відповідним дозволом. У відповідь на це прохання головне управління сповістило письменницю, що п'єса її «неудобна для представленія». Сулима-Бичихина керувала заснуванням у Катеринославі дешевої їдальні для нужденних родичів військових, відкритої у 1914, а потім увійшла до комітету, який відав справами їдальні.
Тетяна Сулима-Бичихина була серед тих катеринославців, якими опікувався Михайло Грушевський, перебуваючи в еміграції. У листі до Кирила Студинського з Бадена 6 березня 1923 М. Грушевський просить послати по посилці на низку адрес українських просвітян, в тому числі: «Бичихина Тетяна, Садова ул., вл. буд. (укр. письменниця Сулима)».